# Sikandra
Sikandra es un pueblo y nagar Panchayat situado en el distrito de Kanpur Dehat en el estado de Uttar Pradesh (India). Su población es de 13580 habitantes (2011). 

## Demografía
Según el censo de 2011 la población de Sikandra era de 13580 habitantes, de los cuales 7228 eran hombres y 6352 eran mujeres. Sikandra tiene una tasa media de alfabetización del 72,21%, superior a la media estatal del 67,68%: la alfabetización masculina es del 77,10%, y la alfabetización femenina del 66,68%.